# Station Bielawa Wschodnia
Station Bielawa Wschodnia is een spoorwegstation in de Poolse plaats Bielawa.